# Korša
Korša (gruzínsky კორშა) je vesnice na severovýchodě Gruzie v oblasti jižní Chevsuretie, 1 km severně od jejího střediska Barisacho. Nachází se v údolí na východním svahu hřebene Gudamakri na pravém břehu řeky Chevsureti Aragvi.
Z turistického hlediska je Korša známá malým národopisným muzeem pojednávajícím o životě místních obyvatel.
Vesnicí prochází silnice vedoucí z Barisacha na Hlavní kavkazský hřeben do průsmyku Medvědího kříže a dále do Šatili.